# 弾正公園
弾正公園（だんじょうこうえん）は、滋賀県草津市にある都市公園。

## 概要
2000年（平成12年）に開設された地区公園で、面積は59,000平方メートル。公園の名称はかつてこの地にあった溜池の「弾正池」に由来する。総合体育館や野球場、テニスコート、多目的広場などの運動施設のほか、子供向けの複合遊具が設置されている。

## 施設
多目的広場（8,870m2）と下記の各施設を有する。

### 総合体育館
- アリーナ 2,117.8 m2
  - バドミントン 12面、バレーボール 3面、バスケットボール 2面、卓球 12面
  - 収容人員 1階席 448席、2階席 770席
- 剣道場 190.75 m2
- 柔道場 畳96枚
- 駐車場 120台

（出典：）

### 草津グリーンスタジアム
- スタジアム全面積 約16,200 m2
- グランド面積 約13,500 m2
- 両翼 98 m
- 中堅 122 m
- 内野 黒土混合土
- 外野 砂入り人工芝
- スコアボード 電光掲示板
- 観客席 355席
- 芝生席 約1,500人
- 駐車場 92台

（出典：）

### 弾正公園テニスコート
- コート（砂入り人工芝） 6面

（出典：（※コート案内図は））

## 利用案内
多目的広場を除く各施設の利用時間は下記の通り。
総合体育館
- 9時00分 - 21時30分

草津グリーンスタジアム
- 9時00分 - 日没  - （※ナイター設備は設けられていない）

弾正公園テニスコート
- 7時00分 - 21時00分  - （※11月 - 翌年3月は9時00分 - 21時00分に変更）

### 備考
- 各施設とも、火曜（祝日の場合は翌日）と年末年始（12月29日 - 翌年1月3日）は休館・休場する。
- 日曜は多目的広場でグランドゴルフをすることができない（※大会の開催等による利用許可を得た場合を除く）[3]。同広場は6月1日 - 6月30日に芝生の養生が行われる[3]。

## 交通アクセス
- JR琵琶湖線（東海道本線）・草津線草津駅よりバス
  - 近江鉄道バス「小屋場」停留所下車
  - まめバス「小屋場」または「市民総合体育館前」停留所下車